# Shirburn Castle
Shirburn Castle er en middelalderborg, der ligger i landsbyen Shirburn nær Watlington, Oxfordshire, Enland. Den blev oprindeligt opført i 1300-tallet, men blev renoveret og ombygget i georgiansk tid i 1700-tallet af den første jarl af Macclesfield, der gjorde det til sin families hovedsæde. Det blev ændret yderligere i 1800-tallet.
Jarlerne af Macclesfield boede her indtil 2004, og borgen er stadig i Macclesfield-familiens eje.
Shirburn Castle har haft et vigtigt bibliotek fra 1700-tallet samt adskillige værdifulde malerier under den 9. jarl, men det blev solgt og spredt på auktion i forbindelse med hans afgang fra ejendommen. Blandt dem var George Stubbss maleri Brood Mares and Foals (1768), der satte rekord i forhold til salgspris for kunstneren ved en auktion i 2010, og Macclesfield Psalter samt personlig korrespondance med Sir Isaac Newton.
Det er en listed building af første grad.